# 卡里姆·艾哈邁德·汗
卡里姆·阿薩德·艾哈邁德·汗 KC（烏爾都語：کریم اسد احمد خان‬，1979年3月30日—），英國巴基斯坦裔律師，其自2021年起擔任國際刑事法院檢察官。
在聯合國秘書長安東尼奧·古特雷斯的任命下，他擔任聯合國副秘書長，領導聯合國調查團隊，並擔任特別顧問和負責人。根據安理會第2379號（2017年）決議，該團隊旨在推動各國追究伊斯蘭國在伊拉克境內可能構成戰爭罪、種族滅絕罪和反人類罪行為的責任。
2021年2月，汗被選為國際刑事法院首席檢察官。

## 教育和早期事業
汗出生於愛丁堡，在西約克郡的西爾科茨學校完成中學教育，隨後在倫敦國王學院獲得法學學士學位和國王學院副院士證書。1992年，他由林肯律師學院取得英格蘭和威爾士的律師資格 。之後其進入牛津大學沃弗森學院攻讀法律博士學位，但未完成學位。1993年至1996年間，汗於英格蘭及威爾斯皇家檢控署工作，1995年晉升為高級皇家檢察官。

## 國際法事業
1997年至1998年間，汗在前南斯拉夫問題國際刑事法庭（ICTY）檢察官辦公室擔任法律官員。此後其轉至盧安達國際刑事法庭（ICTR）擔任法律顧問，直至2000年 。
2006年至2007年，汗擔任前利比里亞總統查爾斯·泰勒在塞拉利昂特別法庭（SCSL）的首席辯護律師。
2008年至2010年間，他在國際刑事法院擔任蘇丹反政府武裝領導人巴爾·伊德里斯·阿布·加爾達的首席律師，後者是第一位自願向國際刑事法院投案的嫌疑人。2011年1月，他被指示擔任法蘭西斯·穆薩烏拉的首席律師，為其在2007年至2008年選後暴力事件中的案件進行辯護。之後他擔任肯亞副總統威廉·魯托在國際刑事法院的首席律師，並於2014年至2017年間擔任科索沃副總理法特米爾·利馬伊在歐洲聯盟科索沃法治特派團法庭（EULEX）的首席律師。他還擔任賽義夫·伊斯蘭·卡扎菲在國際刑事法院的首席律師。
2017年2月至2017年9月，汗在喀麥隆雅溫得軍事法庭擔任國際律師，代表一群被指控犯有恐怖主義和其他罪行的英語圈人權律師。他曾代表肯雅基普西吉斯人和塔萊人社群的十多萬名受害者，針對他們在英國殖民統治期間遭受的侵犯人權而進行申訴。汗表示：「某些歷史不公需要被承認……這是我非常熱衷的事情，也非常有意義。」
直到2021年6月，汗一直在伊拉克巴格達工作，擔任根據安理會第2379號決議成立的聯合國推動追究伊斯蘭國在伊拉克所犯罪行調查小組（UNITAD）特別顧問和負責人。
作為調查小組任務的一部分，汗會見伊拉克各地的政府、宗教和社區領導人。

### 國際刑事法院檢察官

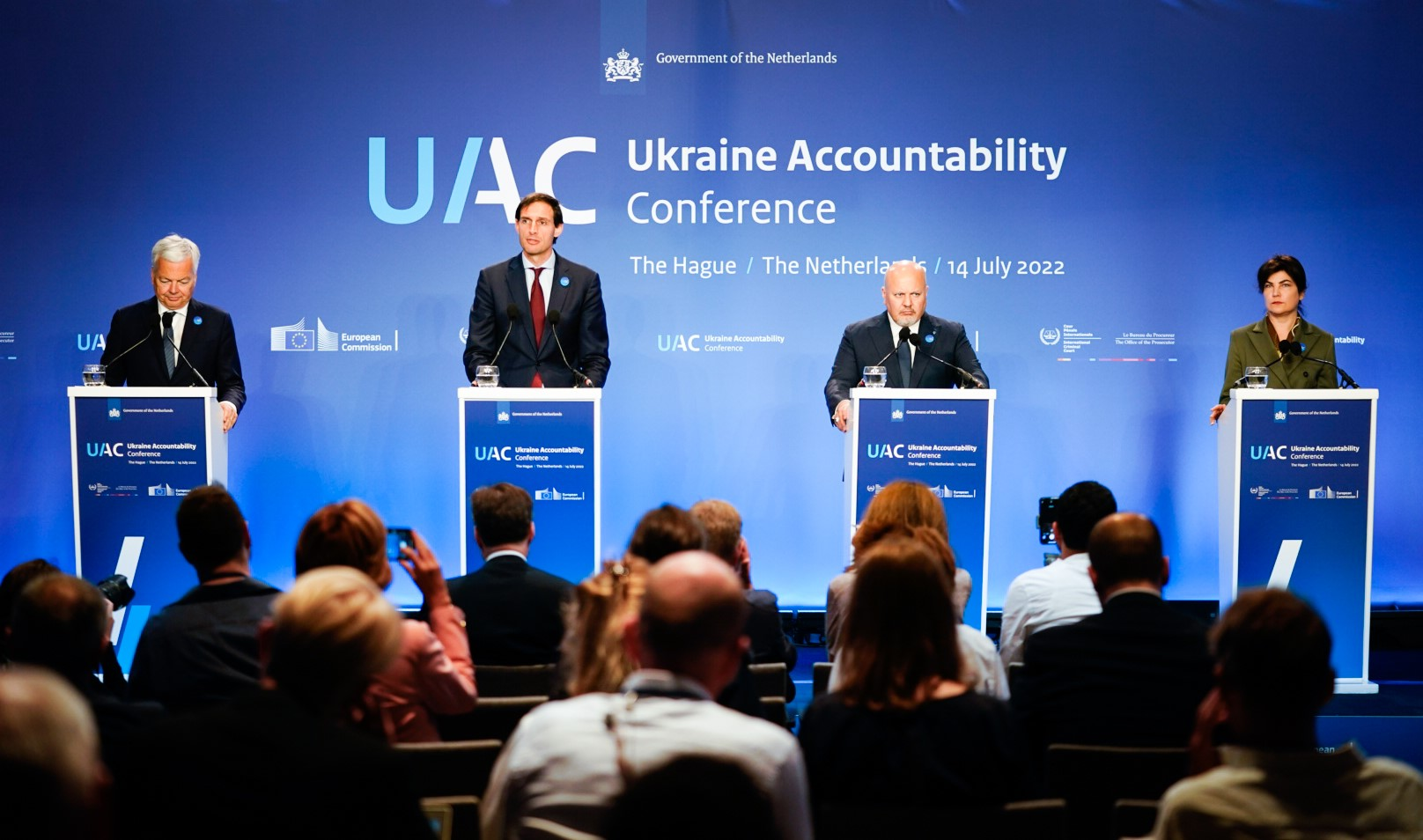
2022年7月22日，汗與歐盟司法專員迪迪埃·雷恩德斯、荷蘭外交部部長沃普克·霍克斯特拉及烏克蘭總檢察長伊琳娜·韋涅季克托娃在荷蘭海牙進行會晤。

2021年2月12日，汗在國際刑事法院的第二輪選舉中以72票（共123票，需62票即可當選）的優勢當選為首席檢察官，任期為九年。他是國際刑事法院成立以來第三位、也是首位透過不記名投票方式選出的首席檢察官，其由英國提名。汗於2021年6月正式就職，接管岡比亞律師法圖·本蘇達的職位。
2021年9月，汗決定恢復對塔利班和伊斯蘭國呼羅珊省在阿富汗的犯罪行為調查，此前該調查因喀布爾政府的請求於2020年暫停。他終止對國際部隊，包括美國在阿富汗的戰爭罪行調查。同時，他也取消對美國在21世紀初期在波蘭、羅馬尼亞和立陶宛的秘密CIA監獄中對綁架囚犯的審訊和折磨行為之調查，這些囚犯被指控為塔利班或基地組織的成員。汗稱，由於國際刑事法院財政資源有限，不得不放棄這些調查。

#### 對烏克蘭調查相關的逮捕令
2022年4月，汗針對烏克蘭的戰事發表看法：「我們有充分的理由認為，正在發生法院有權審理的罪行。」在此之十一個月後，他提出兩份逮捕令申請，指控俄羅斯總統弗拉基米爾·普京和俄羅斯兒童權利專員瑪麗亞·利沃娃-別洛娃違反《羅馬規約》中禁止系統性驅逐、轉移和綁架人質的規定。對此，俄羅斯發出對汗的逮捕令。

#### 對巴勒斯坦調查相關的逮捕令申請
在2023年以色列—哈馬斯戰爭中，《商業內幕》的報導指出，汗的一則聲明「似乎暗示」以色列和哈馬斯都有可能面臨國際刑事法院的起訴。汗強調，要證明醫院、學校或宗教場所被用作軍事用途，所需的證據標準極為嚴格。2023年11月17日，汗表示，國際刑事法院收到南非、孟加拉、玻利維亞、科摩羅和吉布提的共同請求，要求調查指控以色列的戰爭罪行。南非外交部部長納萊迪·潘多爾質疑汗為何能對俄羅斯總統普京發出逮捕令，卻未對以色列總理本雅明·內塔尼亞胡採取同樣行動。對此，以色列政府緊急召開會議，擔憂國際刑事法院可能對內塔尼亞胡、其他高層官員或以色列國防軍官員發出逮捕令。政府決定將聯繫法院及具有影響力的外交人士，試圖阻止逮捕令的發佈。內塔尼亞胡在與英國外交大臣甘民樂和德國外交部長安娜琳娜·貝伯克的會晤中提出這一問題，並尋求他們的幫助。
2024年4月24日，12名美國共和黨參議員威脅汗和其他國際刑事法院法官及其家人，表示如果國際刑事法院對內塔尼亞胡或其他以色列政府成員發出國際逮捕令，將對他們個人造成後果。這些參議員引用《美國服役人員保護法》，該法案明確表示可使用「一切手段」。簽署者指出，他們會將任何逮捕令視為「不僅對以色列主權的威脅，也是對美國主權的威脅」。他們警告說：「如果你們針對以色列，我們將針對你們」，並且任何進一步的行動將「終止所有美國對國際刑事法院的支持」以及「禁止汗及其同事及家人進入美國」。信件最後寫道：「你已被警告過。」
2024年5月20日，汗根據包括阿德里安·富爾福德、海倫娜·肯尼迪男爵夫人、西奧多·梅隆、伊莉莎白·威爾姆斯赫斯特、艾瑪·阿拉穆丁和馬爾科‧米蘭諾維奇在內的國際刑事法院專家小組的建議，申請對以色列總理內塔尼亞胡和哈馬斯加沙走廊政府領導人葉海亞·辛瓦爾的逮捕令。此外，他申請兩名哈馬斯成員哈馬斯政治局主席伊斯梅爾·哈尼亞和伊宰·丁·卡桑烈士旅領導人穆罕默德·德伊夫以及以色列國防部部長約阿夫·加蘭特的逮捕令。美國總統祖·拜登對此表示強烈不滿，稱之為「令人憤慨」。而內塔尼亞胡則在汗宣佈對其申請逮捕令後稱汗為「當代最強大的反猶太主義者」之一。

## 其他活動
汗是位於海牙的和平與正義倡議組織的創辦人之一，該組織致力於在各國層面上有效執行國際刑事法院的《羅馬規約》。
直至2018年，汗在國際刑事法院律師協會（ICCBA）的執行委員會和受害者委員會中擔任要職，並於2017年6月至2018年6月間出任國際刑事法院律師協會主席。在他任期結束後，汗被授予國際刑事法院律師協會首位榮譽主席的稱號 。
2011年，汗被授予女王御用大律師的職銜。

## 個人生活
汗的父親是來自巴基斯坦馬爾丹的皮膚科顧問，而他的母親則是一名在英國出生的註冊護士。汗作為阿赫邁底亞穆斯林社區的一員，汗的首任妻子是與該社區第四任哈里發米爾扎·塔希爾·艾哈邁德的女兒亞斯明·拉赫曼·莫娜。他目前與馬來西亞律師拿督沙瑪拉·阿拉根德拉結婚，育有兩名兒子。他除了一名姊妹，還有兩名兄弟，其中一名是英國保守黨前國會議員，也是已被定罪的性犯罪者伊姆蘭·艾哈邁德·汗。

## 外部鏈結
- 维基共享资源上的相關多媒體資源：卡里姆·艾哈邁德·汗
- 维基语录上有关卡里姆·艾哈邁德·汗的语录